# Boneca

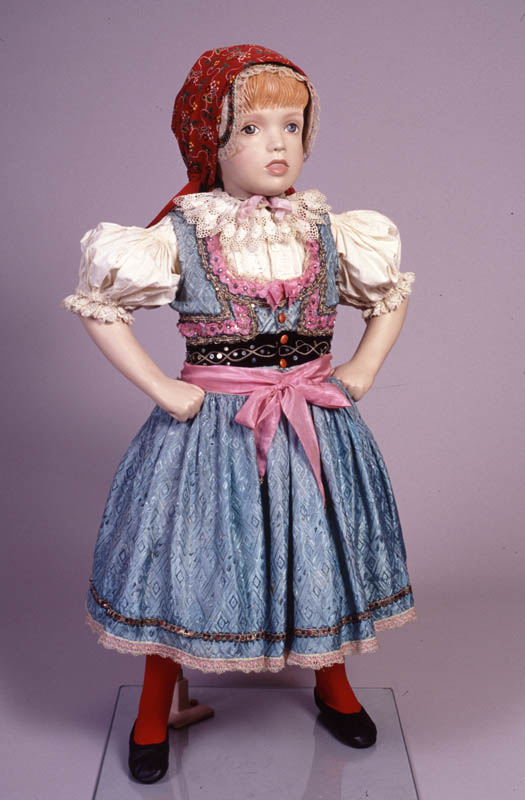
Boneca de uma menina vestida com o kroj, traje típico da Tchecoslováquia, cerca de 1932/1933.

A boneca é um dos brinquedos mais antigos e mais populares em todo o mundo. Reproduz as formas humanas, predominantemente a feminina e a infantil, e muitas vezes é considerada como um brinquedo que prepara para a maternidade e paternidade. As bonecas podem ser confeccionadas com diferentes materiais.
Em muitas culturas, ela é um brinquedo associado às meninas, no entanto, existem versões de bonecos direcionados aos meninos, guardando ambos, como elemento essencial para a sua caracterização, as formas que lembram a humana, ou humanizada.
As bonecas, e suas variantes masculinas, diferenciam-se de outros tipos de bonecos que representam outras formas de vida, como animais do mundo real, do mundo da fantasia, da literatura, do cinema ou do imaginário popular.

## História

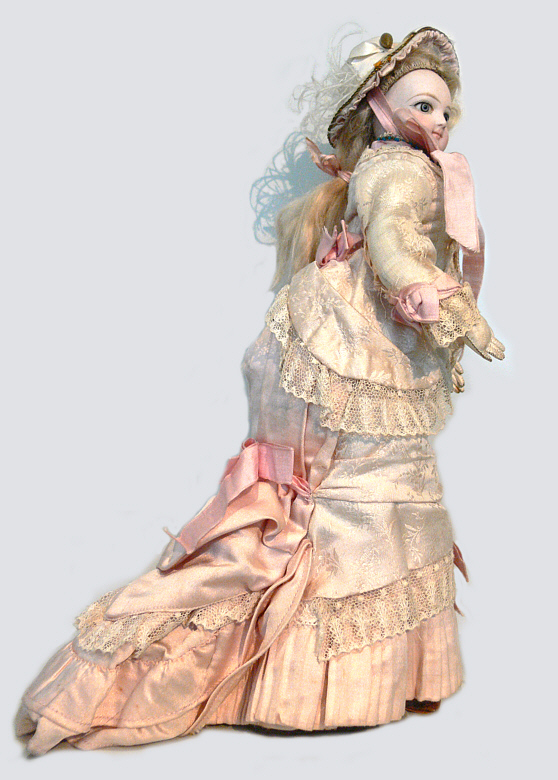
Boneca francesa datada de cerca de 1870

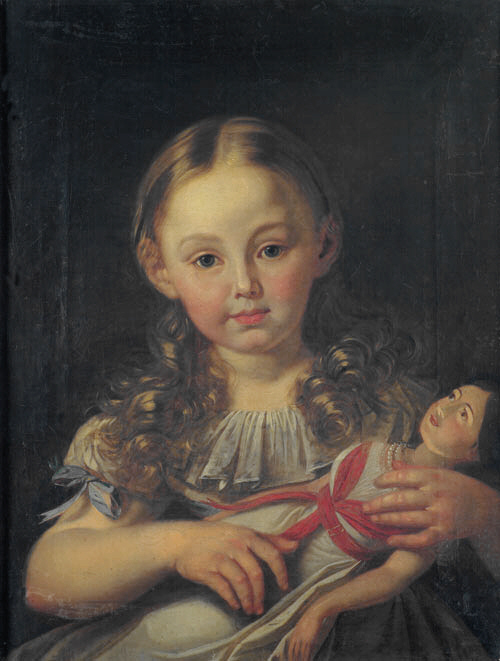
Menina com boneca

Embora não sejam conhecidas bonecas datadas da Pré-História, provavelmente porque seriam feitas em madeira ou em couro, materiais perecíveis, na civilização babilônica conhece-se uma boneca com braços articulados feita em alabastro e também em túmulos de crianças do Antigo Egito, datáveis do período situado entre 3 000 e 2 000 a.C., onde foram encontradas bonecas de madeira com uma forma que se assemelha a uma espátula, possuindo uma cabeleira farta, sendo os cabelos feitos de fios de cabelo, provavelmente banhados na argila. Também se conhecem bonecas mais sofisticadas, com braços e pernas articuladas e com roupas.
Os estudiosos dividem-se quanto a que sentido atribuir à presença destes objetos nos túmulos; para alguns serviriam para que a criança brincasse com eles no mundo do Além, enquanto que outros autores argumentam que estes objetos teriam um carácter mágico, tendo sido ali colocados para trabalharem para o defunto na outra vida (uma função semelhante à das estátuas uchebti dos adultos). Na localidade de Kahun foi encontrado aquilo que se julga ser um atelier de criação de bonecas.
A prática de colocar bonecas nos túmulos das crianças também existiu na Grécia e Roma antigas. Na Grécia, fazia parte dos rituais que antecediam o casamento a entrega por parte da noiva à deusa Ártemis das suas bonecas e de outros brinquedos, simbolizando o fim da infância. Prática semelhante existia em Roma.
A criação de bonecas com objetivos comerciais estruturou-se na Alemanha do século XV, nas localidades de Nuremberga, Augsburgo e Sonneberg, onde nasceram os Dochenmacher (fabricadores de bonecas). Foi também na Alemanha que se criaram as casas de bonecas.

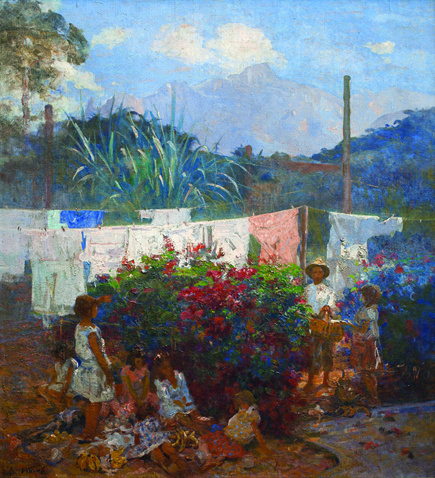
O batismo da boneca; quadro de Eliseu Visconti (1933)

Paris, na mesma época que na Alemanha, também se começou a afirmar como centro de fabricação de bonecas. Nesta época, elas reproduziam o aspecto das mulheres locais e os materiais empregues eram a terracota, a madeira e o alabastro.
No século XVII, apareceram na Holanda bonecas com olhos de vidro e bonecas com perucas feitas de cabelo humano.
A época de maior esplendor na fabricação de bonecas aconteceu do século XIX até o início do século XX. Naquele tempo, as bonecas eram feitas principalmente para os adultos, pois reproduziam fielmente as figuras da corte e da sociedade. As peças eram geralmente feitas de madeira, com rosto de porcelana, e vestidas com trajes de época. Como eram um produto voltado às classes mais abastadas, não tardaram a surgir roupinhas feitas por grandes costureiros e pessoas interessadas na fabricação artesanal.
Em finais do século XIX, Thomas Edison criou a ideia de uma boneca falante, que seria aproveitada por vários fabricantes para criar bonecas que recitavam orações ou cantavam.
Com o advento do cinema e desenvolvimento do desenho animado, bem como com a popularização da televisão, no século XX, pessoas e personagens passaram quase que obrigatoriamente a ter seus equivalentes em forma de boneca.

## As bonecas em outras culturas

### Japão

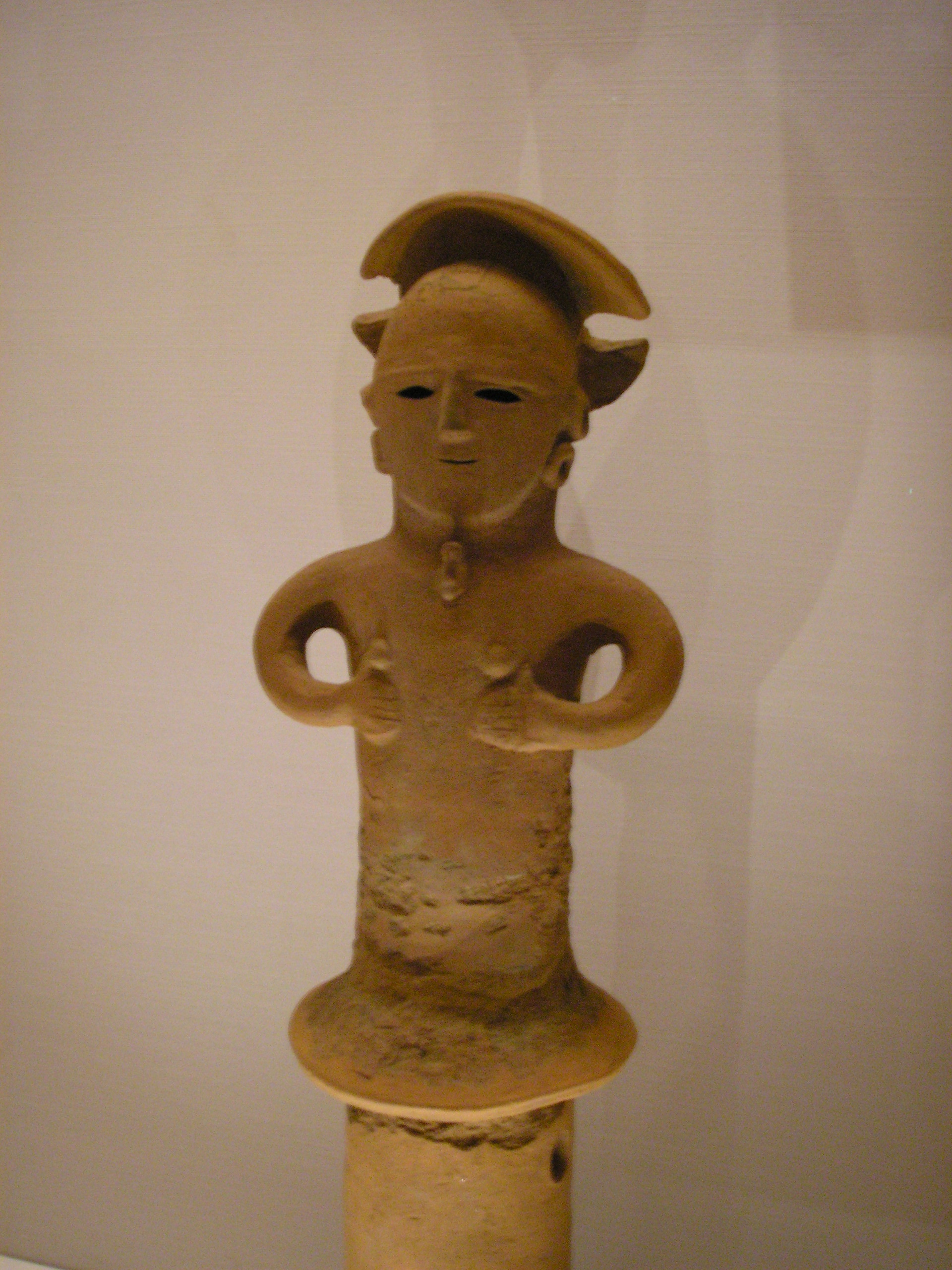
Boneca Haniwa, num museu em Berlim

No Japão, as bonecas são chamadas de Ningyoo, não sendo apenas brinquedos infantis; elas são um símbolo da história dos costumes do país. Em datas específicas, elas são tema da ornamentação nas residências japonesas. No dia 3 de março se comemora o Dia das Meninas, e as bonecas são expostas na sala de visita, em um altar de cinco andares onde as figuras do casal imperial estão no topo do altar. O dia 5 de maio é o Dia dos Meninos, cujos bonecos guerreiros simbolizam força e bravura.
Os primeiros bonecos japoneses foram os Haniwa, estatuetas de barro encontradas em tumbas pré-históricas. Inicialmente elas eram muito simples, moldadas em palha ou papel. Posteriormente passaram a ser feitas de madeira, cerâmica, mármore e argila.
No período Heian (794–1185) as bonecas eram usados para afastar demônios. No período Nara (710–794) as bonecas sofreram a influência chinesa e passaram a ter roupas de seda, usar dourado e tinham o penteado sokei, que se caracteriza pelo excesso de adereços. No período Kamakura (1192–1333), o xogunato que prevalecia no país por causa das constantes guerras fez com que as mulheres substituíssem os pesados quimonos por trajes mais simples, e isso se refletiu também nas bonecas. No período Edo (1603–1868), surgiram as karakuri, bonecas que tocavam instrumentos e dançavam através de um sistema simples de cordas retorcidas, roldanas e fios.
As bonecas começaram a ser usadas no teatro Noh em 45 d.C., para homenagear os atores e personagens de maior destaque. O mesmo ocorreu com o teatro Kabuki, quando as bonecas foram criadas com os mínimos detalhes de vestimenta e maquiagem.
Existem também os bonecos Gosho, que representam bebês homens roliços, pele muito clara, cabeça grande e que carregam um peixe.

### África
O povo Mfengu, que habita na África do Sul, tem como tradição oferecer a cada jovem uma boneca que esta reserva para o primeiro filho que tiver. Após o nascimento do seu filho, a mãe recebe outra boneca para oferecer ao seu segundo filho.

## Materiais

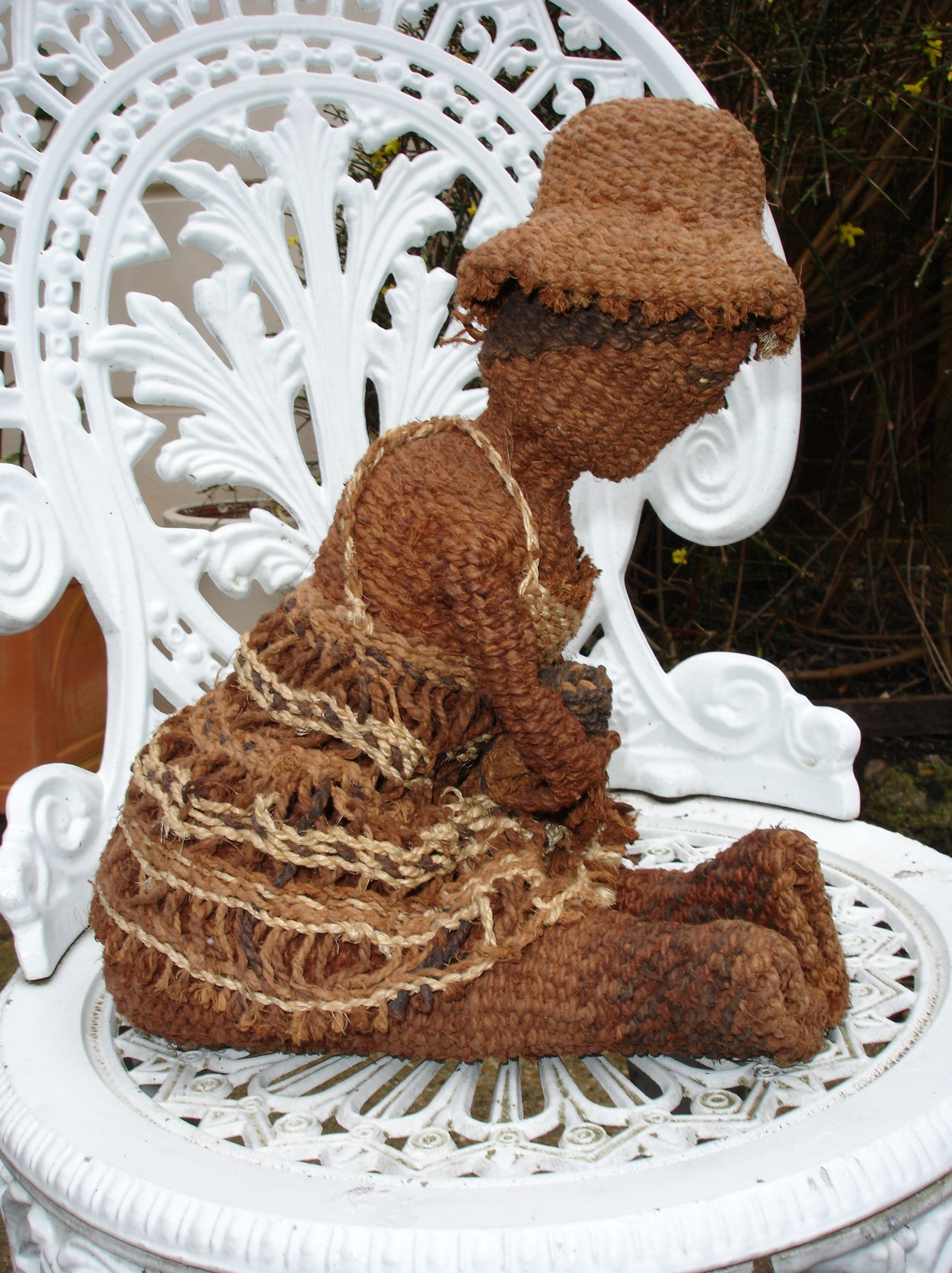
Boneca do Zimbábue, feita com fibras de baobá

Entre os materiais utilizados na fabricação das antigas bonecas destacavam-se a madeira e os tecidos. Geralmente a cabeça era feita de cera, em moldes feitos de esculturas. O material mais apreciado pelos colecionadores era, no entanto, a cerâmica, que tornava possível a confecção de cabeças de porcelana biscuit e um tipo de porcelana branca com aparência semelhante ao mármore.
A partir de 1869, tornou-se possível a fabricação de bonecas em grande escala, graças ao surgimento do celuloide. Em seguida surgiram outros materiais como o PVC e o plástico.
Diversos são os materiais atualmente usados para a confecção das bonecas, tais como: madeira, palha, tecido, plástico, porcelana, papel, pelúcia e vinil, papel machê, cera e gesso, dentre outros.

### Tipos de bonecas
Alguns desses materiais dão características peculiares às bonecas, criando um estilo singular:
- Boneca de plástico duro — São feitas de plástico duro pintado com o tom da pele e tendem a ter traços nítidos, mais definidos. Eram muito populares entre 1940 e 1950.

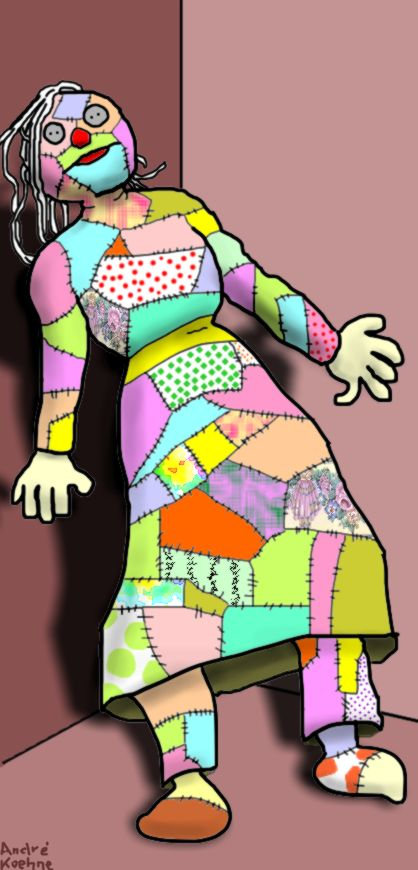
Boneca de pano

- Boneca de pano: — Muitas bonecas de pano têm os rostos de pano achatados e com traços pintados, roupas feitas à mão e perucas feitas de fios. Os exemplos mais conhecidos são as bonecas de coleção Raggedy Ann e Andy.
- Boneca de porcelana — As bonecas de porcelana mais finas são feitas pela queima de argila pura e a translucidez do material torna-as mais elegante.
- Boneca de madeira — Remontam ao tempos primitivos; algumas são peças de arte popular, altamente esculpidas, em tília americana ou europeia.
- Boneca de papel — Caracterizam-se por serem figuras de papel que são recortadas, com roupas e acessórios cortados separadamente.
- Boneca de papel machê — São feitas de uma mistura de papel rasgado ou esmigalhado, cola e água ganhando assim dureza e resistência, o que confere grande durabilidade ao material.
- Bonecas de biscuit — São feitas de porcelana branca e fosca, duas vezes cozidas, e que na cor e no aspecto imitam o mármore branco. São bastante comuns em arranjos natalinos.
- Boneca de composição — São feitas de uma mistura de vários componentes, como serragem, papel, cola e gesso de Paris. Exemplos de bonecas de composição são as bonecas Tiny Betty, Little Betty, Betty, Wendy Ann e Princess Elizabeth, que são bonecas de coleção.

## Bonecas tradicionais e folclóricas
- Em Olinda, no Carnaval, integrando os folguedos do frevo, as ruas se enchem com bonecos gigantes, os bonecos de Olinda, movidos por um folião, alguns deles retratando figuras típicas ou famosas — sendo alguns por si próprios já famosos, como os tradicionais O Homem da Meia-Noite e A Mulher do Dia.
- Ainda em Pernambuco, são confeccionadas miniaturas em barro cozido, retratando cenas do cotidiano sertanejo, das quais as mais famosas e valorizadas são as do mestre Vitalino, de Caruaru.
- No Maracatu Nação, maracatu de baque virado, a calunga é uma boneca que compõe o cortejo.
- No Rio de Janeiro, a Cooperativa Abayomi produz as bonecas abayomi, a partir de sobras de pano reaproveitadas, feitas apenas com nós, sem o uso de cola ou costura, de tamanho variando de 2 cm a 1,50 m, sempre negras, representando personagens de circo, da mitologia, orixás, figuras do cotidiano, contos de fadas e manifestações folclóricas e culturais.
- Também no Brasil, bonecos recheados são queimados, após uma grande surra, representando Judas Iscariotes, no folguedo conhecido por Malhação de Judas.[3]
- No Algarve existe a Maia, uma boneca grande, confeccionada de palha e trapos, com vestes brancas, em que a 1 de maio os moradores deixam no centro da casa, cantando e dançando à sua volta.[4]

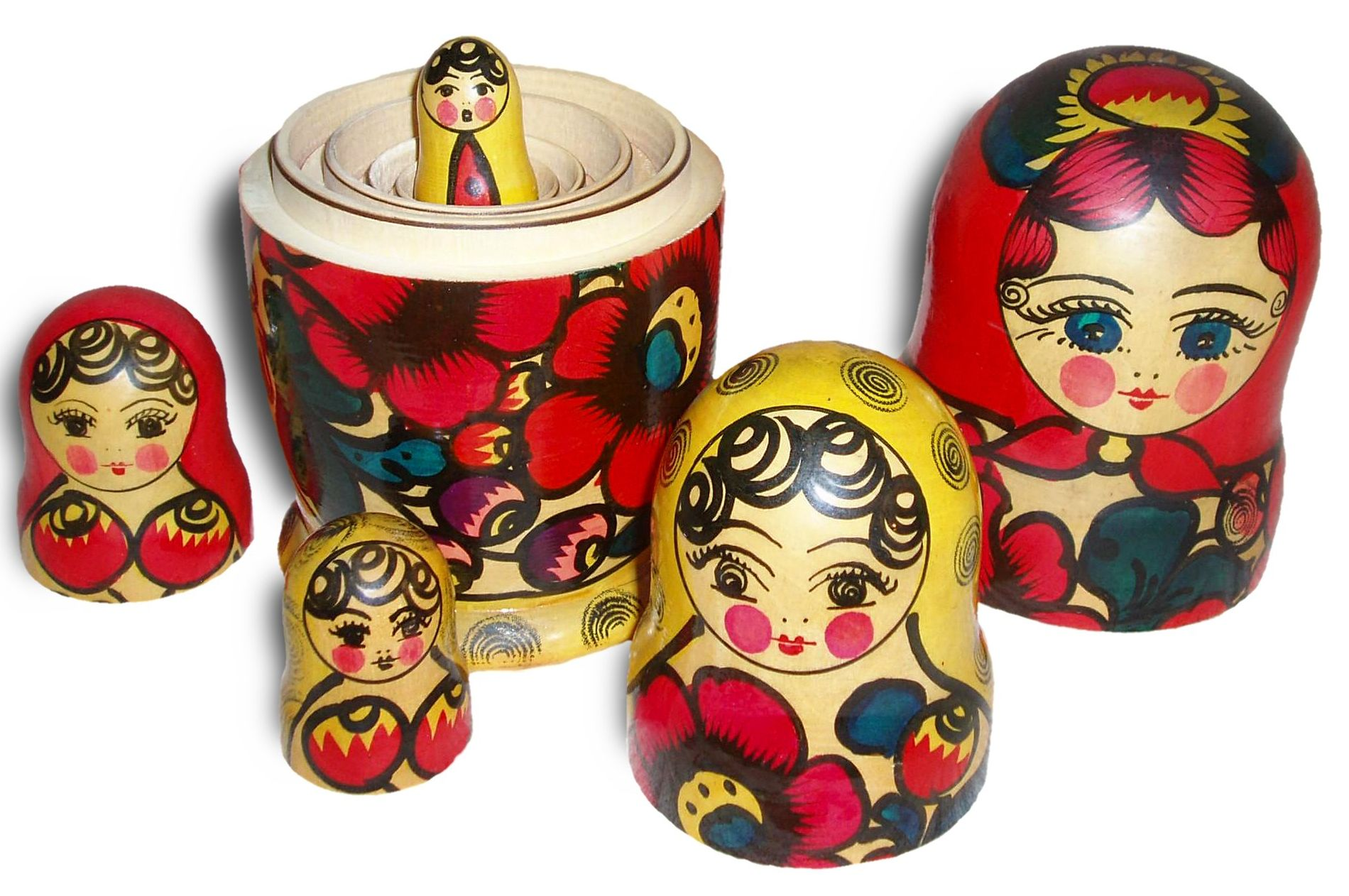
Conjunto de matrioscas

- No sul da França, especialmente em Tarascon, existe a Tarasca, boneco com aparência de um ser monstruoso, exibido no Pentecostes.
- Na Rússia, as bonecas denominadas ou matrioscas ou mamuschka são as mais representativas. Na verdade, são um conjunto de bonecas de tamanhos decrescentes, geralmente feitas em madeira de tília e muito coloridas, e que são guardadas umas dentro das outras.[5]
- As bonecas de Quioto são as mais tradicionais e belas do Japão, verdadeiras peças de enxoval. Também são tradicionais as bonecas de madeira conhecidas como kokeshi.
- No Japão o Hinamatsuri é uma das principais festas típicas, e consiste na exposição de bonecos representando o Imperador, a Imperatriz e a Corte, com o teor supersticioso de afastar o mal.
- Bonecas de pano ou palha, em Portugal por exemplo, são um tipo de artesanato representativo da cultura popular.
- No Vietnã existe o tradicional Teatro Aquático de Fantoches, secular apresentação com bonecos, que "atuam" sobre a água e com pequena orquestra, cuja existência esteve ameaçada de desaparecimento e foi resgatada na década de 1980.
- Na Alemanha, mais precisamente na região de Erzgebirge (a leste, vizinho à República Tcheca), a produção artesanal do boneco quebra-nozes, largamente usado como enfeite natalino, constitui-se em importante manifestação cultural.[6]

## Bonecas industrializadas famosas

### Com características mais femininas
- Barbie — boneca norte-americana
- Susi — boneca brasileira "concorrente" da Barbie
- Amiguinha — a primeira boneca lançada no mercado brasileiro em tamanho real de uma criança (83cm de altura)
- Pierina — boneca brasileira que movia as mãos e os pés e girava os olhos.[7]
- Meu Bebê — a primeira boneca lançada no mercado brasileiro com aparência de um recém-nascido real
- Bratz — boneca norte-americana de grande sucesso
- Monster High — bonecas monstro norte-americanas
- Ever After High — bonecas de contos de fadas norte-americanas
- Pullip — boneca criada por Cheonsang Cheonha na Coreia do Sul
- Blythe — boneca norte-americana

### Com características mais masculinas
- Falcon — boneco militar americano
- He-Man — super-herói

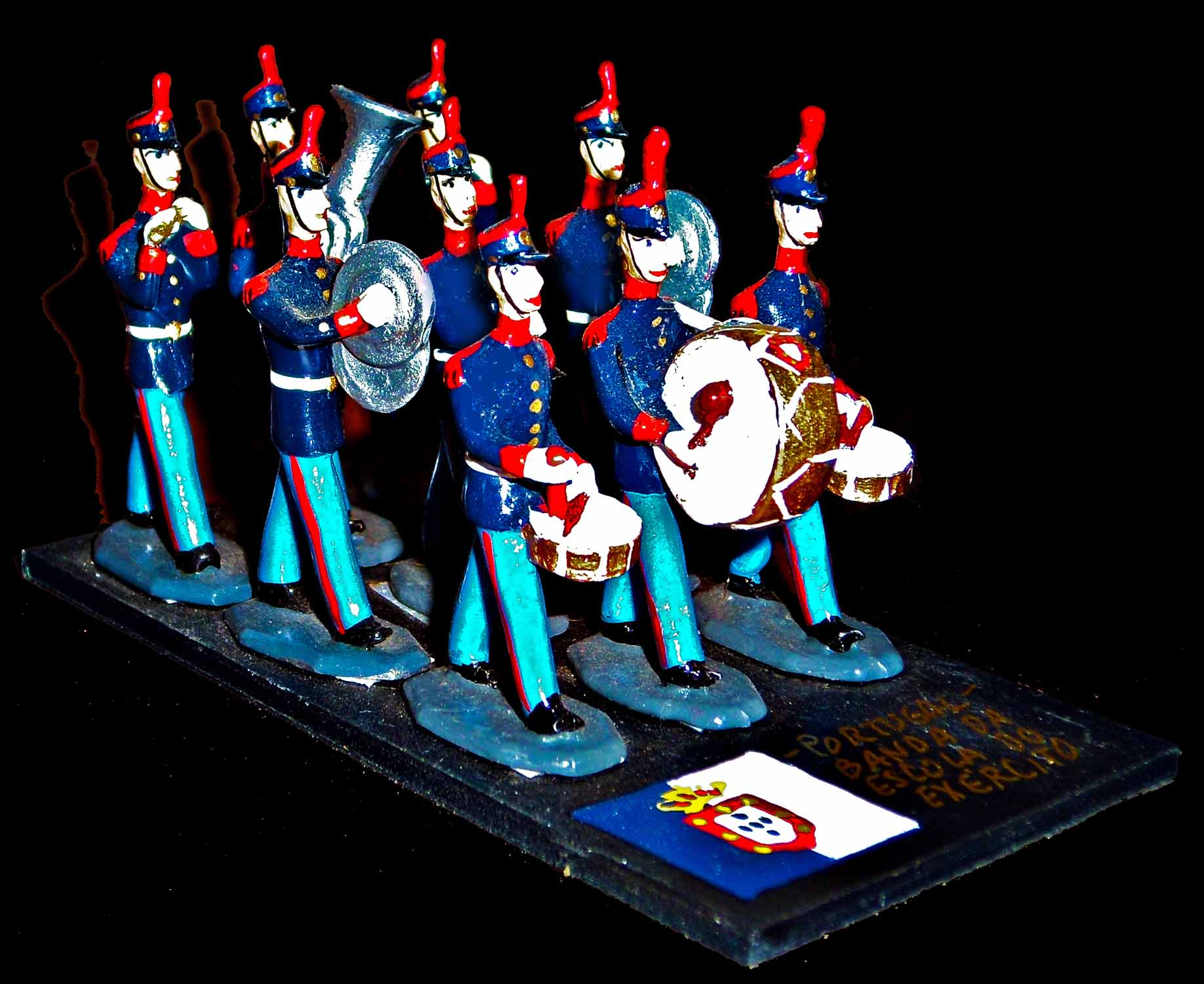
Soldadinho de chumbo

- Playmobil — bonecos articuláveis e componíveis
- Max Steel — boneco super herói
- Forte Apache — soldados e índios do Velho Oeste
- Action figure — personagens de ação
- Soldadinho de chumbo — personagens de guerra
- Ken — namorado da Barbie
- Beto — namorado da Susi

## Outros tipos de bonecos

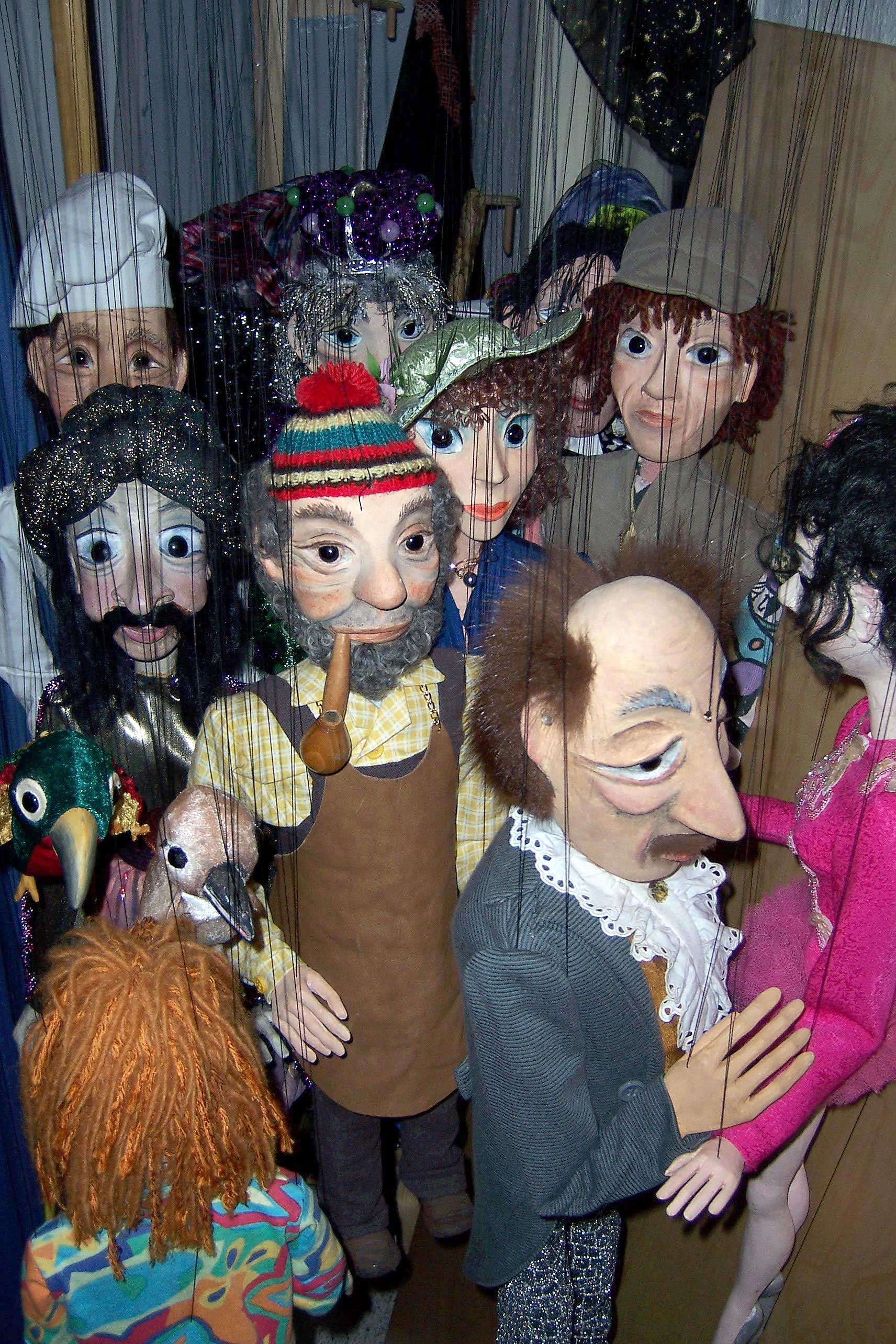
Marionetas

Além das bonecas tradicionais, existem os fantoches ou bonifrates, os mamulengos e as marionetas.
Mesmo brinquedos com formatos diversos, como o joão-teimoso, também chamado de joão-bobo ou bambalalão, que ao ser empurrado "teima" em continuar em pé, são um tipo de boneca. Em comum, guardam a característica principal de conservar feições humanas. Outro exemplo é o Jack-in-the-box (Jack na caixa), boneco, geralmente com feições de palhaço, que surge de surpresa ao ser levantada a tampa da caixa que o contêm.
As bonecas Reborn, feitas artesanalmente para assemelhar-se com bebês de verdade, também se destacam nessa vertente. Elas surgiram após a Segunda Guerra Mundial, e passaram a se destacar a partir dos anos 2000, onde as técnicas próprias da arte se desenvolveram efetivamente.   
Os animais também têm seus equivalentes como bonecos, sendo entretanto, em geral, chamados de bichos de pelúcia
Exemplos de boneco com função prática são os espantalhos (confeccionados com roupas velhas e palha, destinados a proteger as plantações espantando as aves), os manequins (bonecos em tamanho natural para a exposição de roupas) e os estafermos medievais, usados no treinamento da cavalaria.    

## Bonecos na arte
A literatura infantil é fértil em povoar o imaginário pueril com bonecas e bonecos, no que foi acompanhada pelo teatro, cinema, televisão e música. Dentre estes, destacam-se:

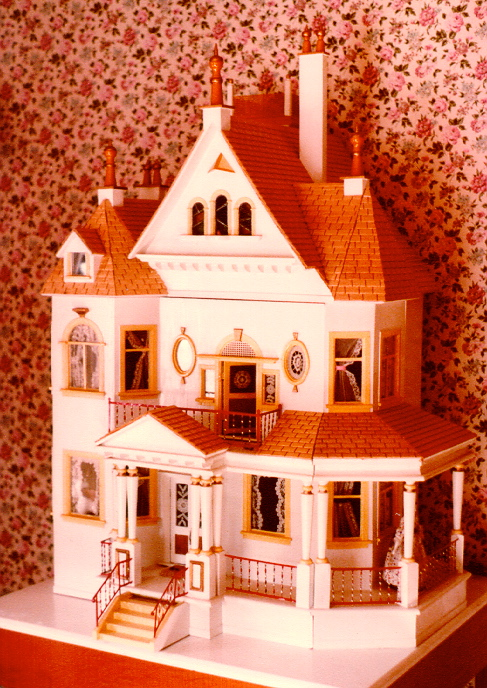
Casa de boneca

Bonecas (e bonecos) com forma humana ou humanizada
- Boneca de piche (conto folclórico, música)
- Chucky, o boneco assassino (cinema)
- Billy, da franquia Jogos Mortais (cinema)
- Coppélia (ópera e balé)
- Emília (literatura)
- Pinóquio (literatura)
- O Soldadinho de Chumbo (literatura)
- Casa de bonecas

Bonecos com formas não humanas
- Muppets (programa de televisão)
- Ursinho Pooh (literatura e cinema)
- Vila Sésamo (programa de televisão)
- Louro José (personagem de televisão)
- Cocoricó (programa de televisão)